# Crossandra
Crossandra ist eine Pflanzengattung innerhalb der Familie der Akanthusgewächse (Acanthaceae). Die 50 bis 54 Arten sind in der Paläotropis verbreitet.

## Beschreibung

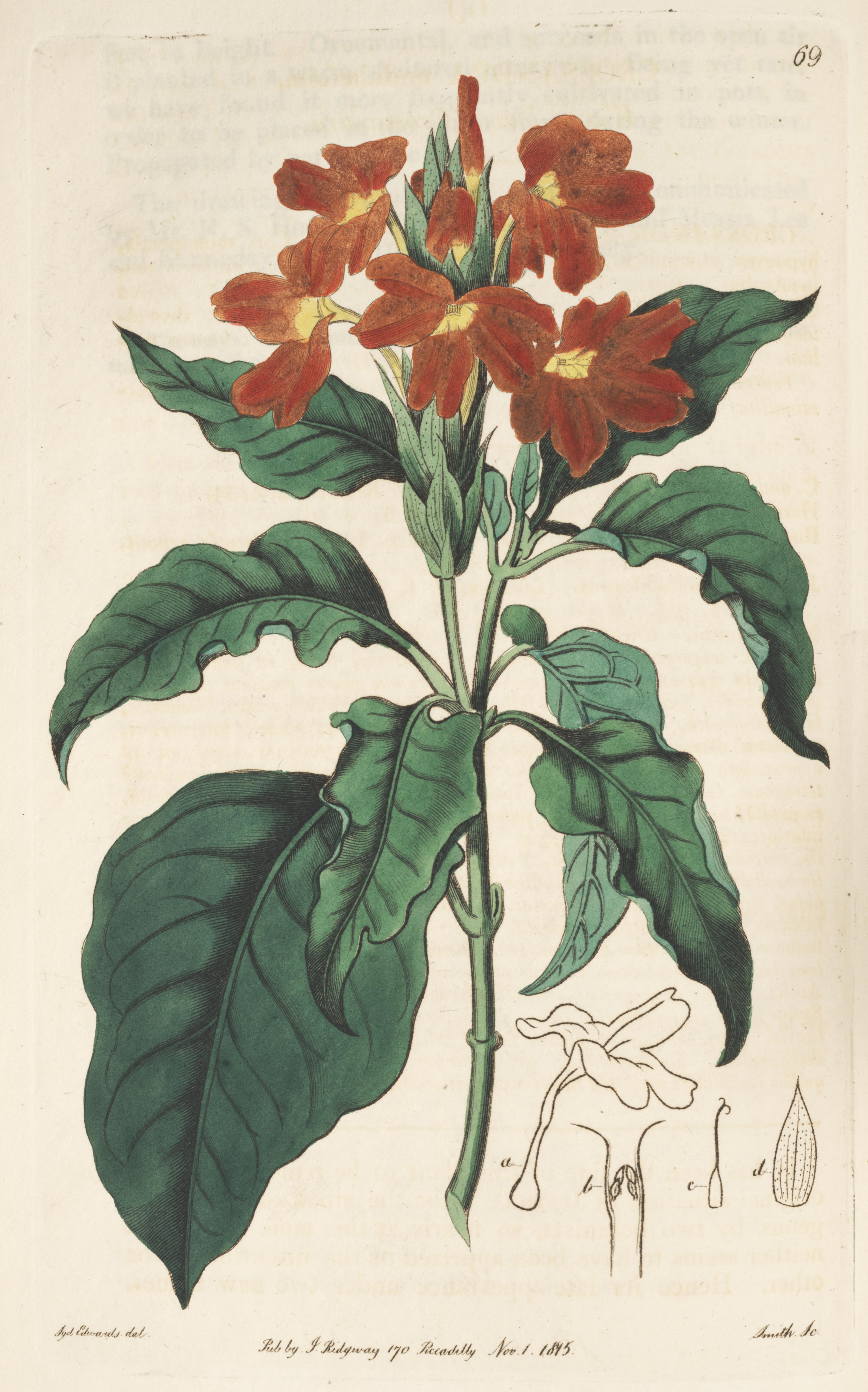
Illustration aus The Botanical register, Tafel 69 von Crossandra infundibuliformis

### Vegetative Merkmale
Crossandra-Arten wachsen meist als aufrechte Sträucher oder ausdauernde krautige Pflanzen. Die Pflanzen sind kahl oder behaart.
Die gegenständig oder in Wirteln angeordneten und gestielten Laubblätter sind einfach. Die Blattränder sind glatt bis mehr oder weniger gekerbt. Nebenblätter fehlen.

### Generative Merkmale
End- oder seitenständig, oft über einem langen Blütenstandsschaft befinden sich die ährigen Blütenstände, in denen die Blüten dicht zusammenstehen. Die meist auffälligen, relativ großen, eiförmig-lanzettlichen, überlappenden Tragblätter in vier Reihen angeordneten (sie werden oft einfach als Hochblätter genannt) besitzen einen glatten Rand; ihre Anordnung gibt dem Blütenstand bei vielen Arten ein vierkantiges Aussehen. Die behaarten, linealisch-lanzettlichen Deckblätter besitzen höchstens etwa die gleiche Länge wie die Kelchblätter.
Die oft großen, auffälligen zwittrigen Blüten sind fünfzählig und zygomorph mit doppelter Blütenhülle. Die fünf ungleichen Kelchblätter sind nur an ihrer Basis verwachsen. Der oberste Kelchlappen ist am breitesten und besitzt zwei Nerven. Die fünf Kronblätter sind schmal-röhrig verwachsen. Die enge, gebogene Kronröhre ist länger als die Kronlippe und endet einlippig. Die einzige Kronlippe ist deutlich ungleich fünflappig. Die Farbe der Kronblätter reicht von weiß oder gelb über orangefarben bis rot. Es ist ein ringförmiger Diskus vorhanden. Die vier fertilen Staubblätter ragen meist nicht aus der Kronröhre heraus. Die Staubfäden sind kürzer als die Staubbeutel. Die gefransten Staubbeutel besitzen nur eine Theca. Zwei Fruchtblätter sind zu einem oberständigen, zweikammerigen Fruchtknoten verwachsen mit zwei Samenanlagen je Fruchtknotenkammer. Der nach oben hin dicker werdende Griffel endet in einer schwach zweilappigen Narbe.
Die länglichen, zweifächerigen, mehr oder weniger vierkantigen Kapselfrüchte enthalten vier Samen. Die ellipsoid-eiförmigen Samen besitzen fransige Schuppen oder Haare.

## Ökologie
Die Samen werden explosionsartig aus der Kapselfrucht hinausgeschleudert. Die Ausbreitungseinheit (Diaspore) ist der Same.

## Systematik und Verbreitung
Die Gattung Crossandra wurde 1805 durch Richard Anthony Salisbury in The Paradisus Londinensis sub, Tafel 12 aufgestellt. Der botanische Gattungsname Crossandra ist aus den griechischen Wörtern krossoi für Fransen und andrós für Mann abgeleitet und bezieht sich auf die gefransten Staubbeutel. Synonyme für Crossandra Salisb. sind: Harrachia Jacq., Pleuroblepharis Baill., Polythrix Nees, Strobilacanthus Griseb.
Die Crossandra-Arten sind in der Paläotropis verbreitet: Es gibt Arten in Afrika, Madagaskar (etwa 25 Arten), auf der Arabischen Halbinsel (Crossandra johanninae) und dem Indischen Subkontinent.
Die Gattung Crossandra gehört zur Tribus Acantheae in der Unterfamilie Acanthoideae innerhalb der Familie Acanthaceae.

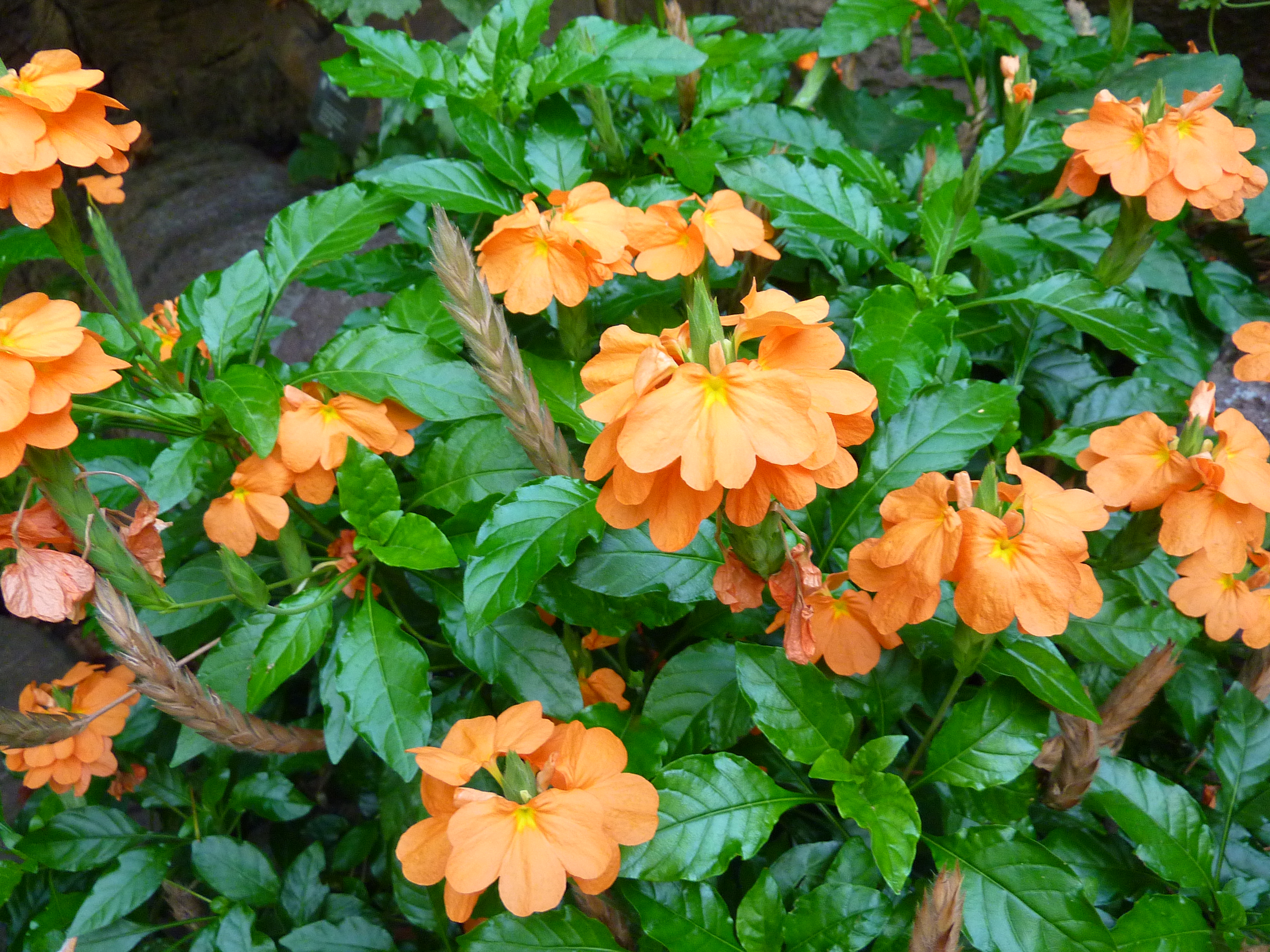
Von der Zierpflanze Crossandra infundibuliformis gibt es einige Sorten. Deutlich zu sehen: auf einem langen Stiel der vierkantig aussehende Blütenstand und die einlippige, orangefarbene Krone.

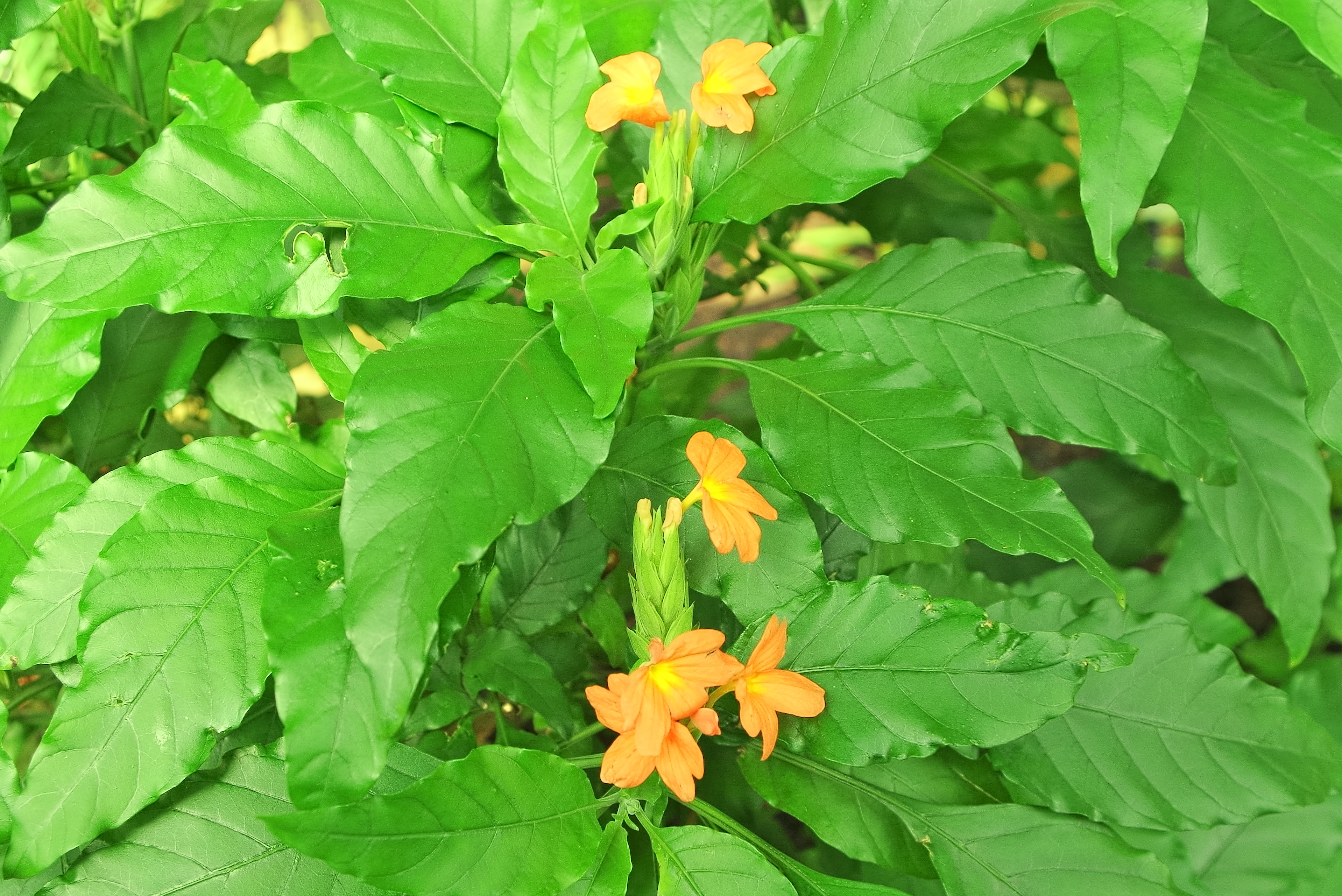
Crossandra massaica

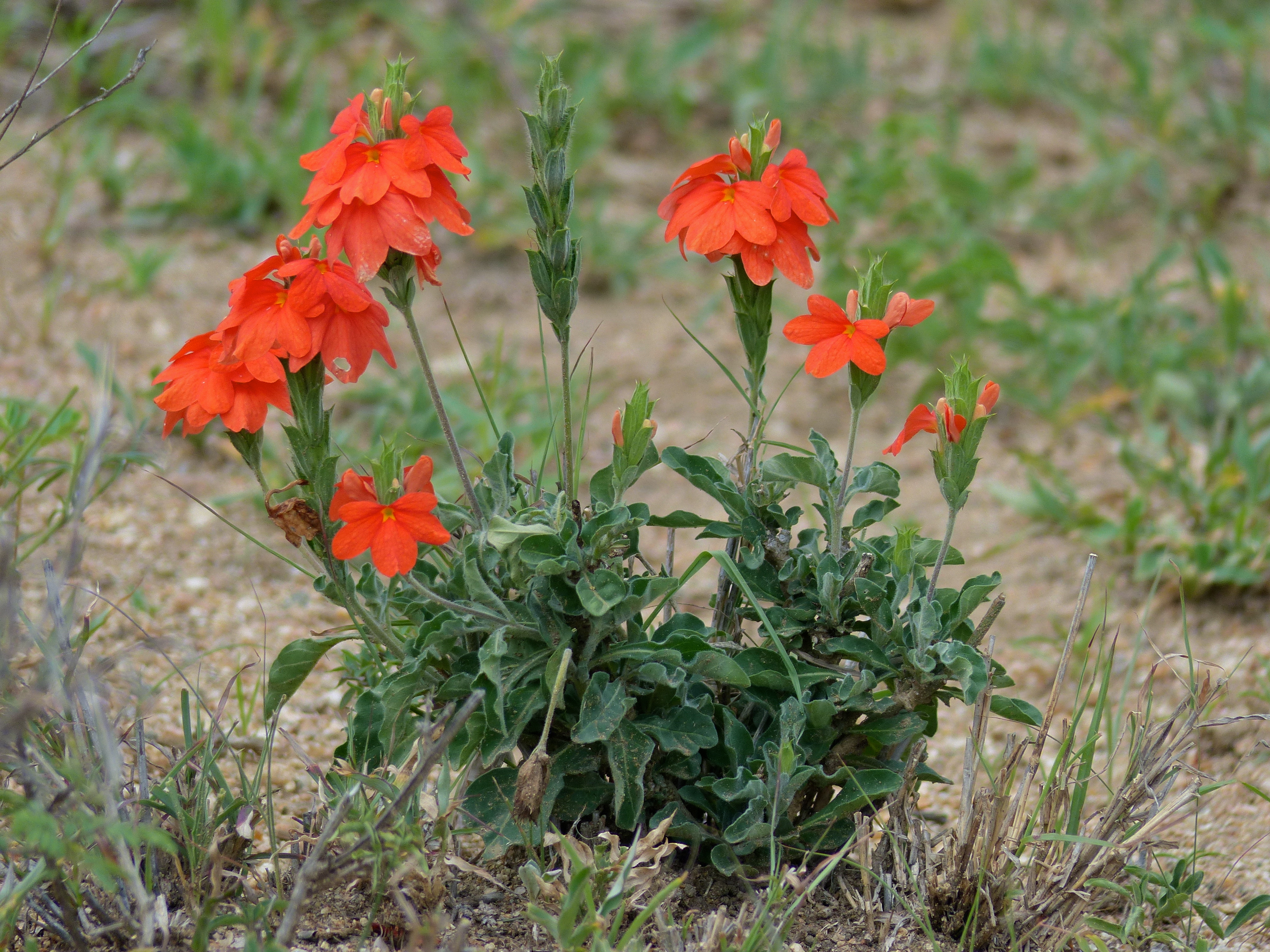
Habitus von Crossandra mucronata im Habitat

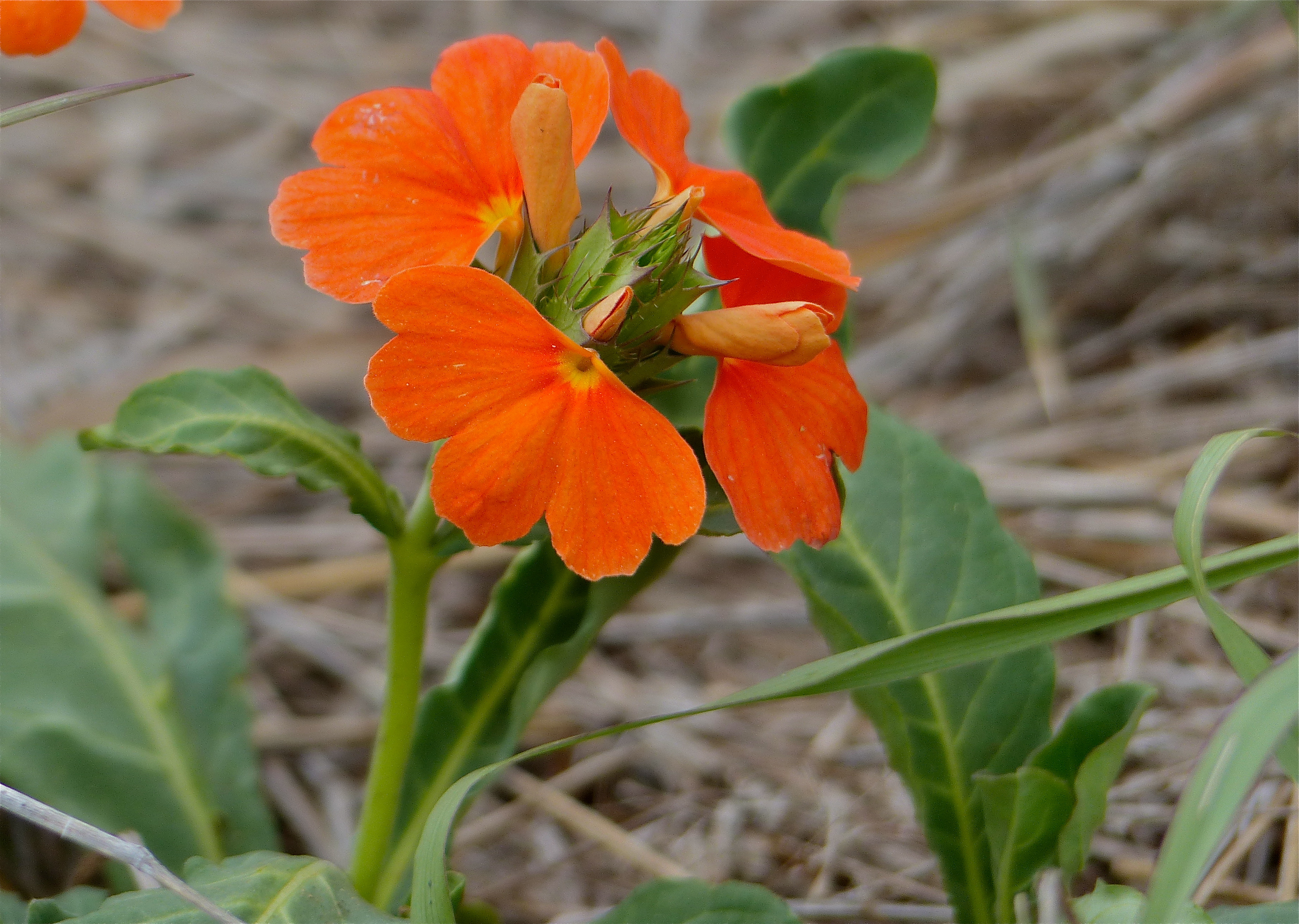
Blütenstand von Crossandra mucronata

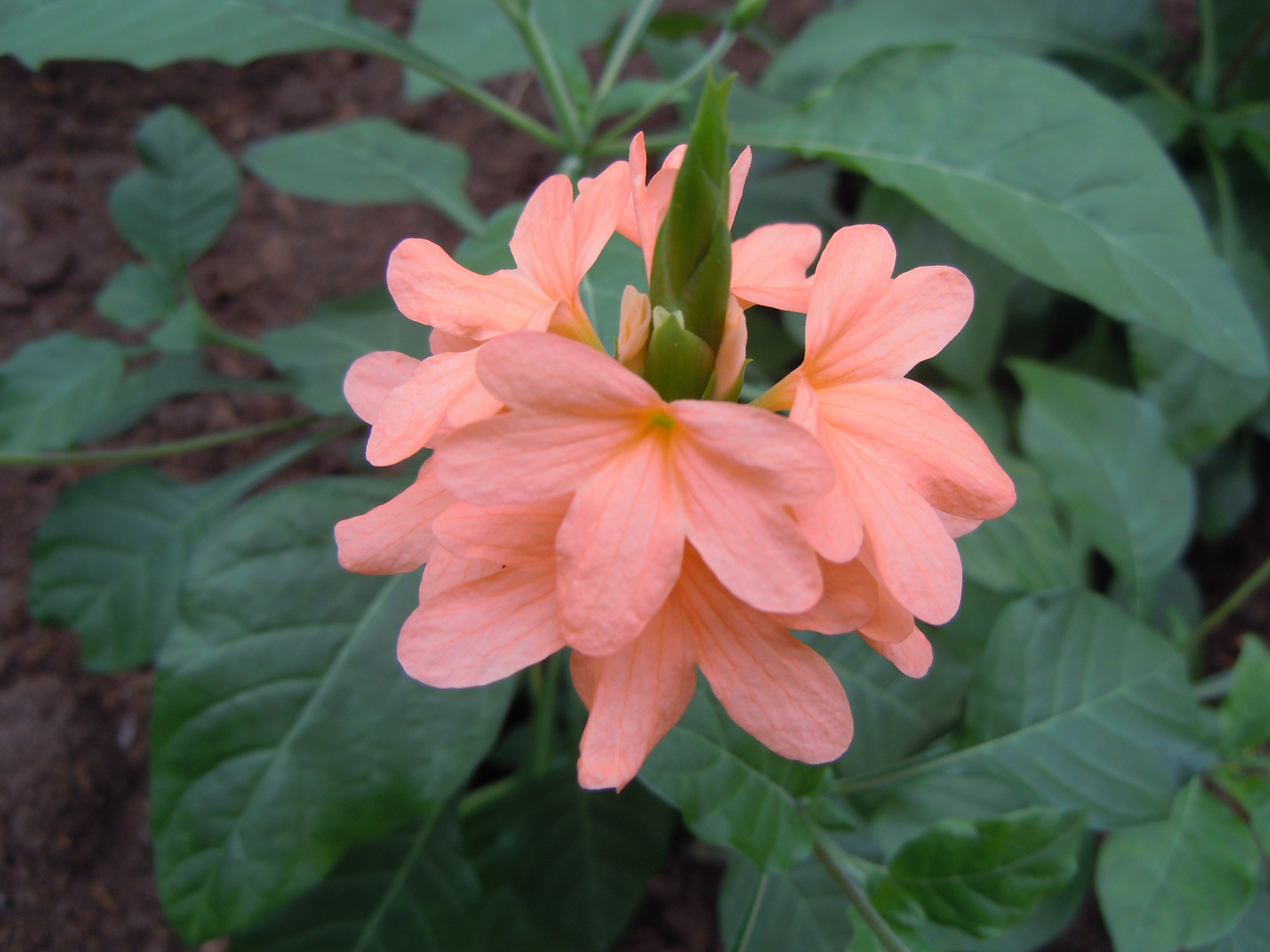
Crossandra puberula

### Arten
Es gibt in der Gattung Crossandra 50 bis 54 akzeptierte Arten:
- Crossandra acutiloba Vollesen: Sie ist nur vom Typusmaterial aus der Provinz Toliara in Madagaskar bekannt.[3]
- Crossandra albolineata Benoist: Sie kommt in Madagaskar nur in einem kleinen Areal vor.[3]
- Crossandra angolensis S.Moore
- Crossandra arenicola Vollesen
- Crossandra armandii Benoist: Sie ist in Madagaskar nur von wenigen Fundorten bekannt.[3]
- Crossandra baccarinii Fiori
- Crossandra benoistii Vollesen: Dieser Endemit ist von nur einem Fundort Bezà-Mahafaly aus der Provinz Toliara in Madagaskar bekannt.[3]
- Crossandra cephalostachya Mildbr.
- Crossandra cinnabarina Vollesen: Sie ist nur vom Typusstandort Boeny aus der Provinz Mahajanga in Madagaskar bekannt.[3]
- Crossandra cloiselii S.Moore: Diese gefährdete Art ist nur von drei Fundorten in Madagaskar in der Provinz Fianarantsoa nur in Atsimo-Atsinanana und in der Provinz Toliara nur in Anosy bekannt.[3]
- Crossandra douillotii Benoist: Es ist nur ein Fundort auf einem Inselberg im zentralen Madagaskar bekannt.[3]
- Crossandra flava Hook.
- Crossandra flavicaulis Vollesen: Sie ist nur von einem Fundort im Nationalpark Namoroka in Madagaskar bekannt.[3]
- Crossandra friesiorum Mildbr.
- Crossandra fruticulosa Lindau: Sie wurde in der Roten Liste der gefährdeten Pflanzenarten Südafrikas 2006 als „Least Concern“ bewertet. Sie kommt im westlichen Südlichen Afrika in Eswatini und Südafrika vor, dabei in Südafrika in den Provinzen KwaZulu-Natal sowie Mpumalanga[4]
- Crossandra grandidieri (Baill.) Benoist: Sie ist nur von wenigen Fundorten in einem kleinen Areal im zentralen Madagaskar bekannt.[3]
- Crossandra greenstockii S.Moore: Sie wurde in der Roten Liste der gefährdeten Pflanzenarten Südafrikas 2006 als „Least Concern“ bewertet. Sie kommt im Südlichen Afrika in Eswatini und Südafrika vor, dabei in Südafrika in den Provinzen KwaZulu-Natal, Limpopo, Mpumalanga sowie Gauteng.[4]
- Crossandra horrida Vollesen
- Crossandra humbertii Benoist: Diese gefährdete Art ist nur von zwei Fundorten in Madagaskar in der Provinz Fianarantsoa nur in Ihorombe und in der Provinz Toliara nur in Atsimo-Andrefana bekannt.[3]
- Crossandra infundibuliformis (L.) Nees: Sie kommt in Sri Lanka, im südlichen Indien, Bangladesch und Nepal vor.[1] Einige Sorten werden als Zierpflanzen verwendet.[1]
- Crossandra isaloensis Vollesen: Diese gefährdete Art ist nur von wenigen Fundorten in Madagaskar in der Provinz Fianarantsoa nur in Ihorombe und in der Provinz Toliara nur in Atsimo-Andrefana bekannt.[3]
- Crossandra johanninae Fiori
- Crossandra leikipiensis Schweinf.
- Crossandra leucodonta Vollesen
- Crossandra longehirsuta Vollesen: Sie ist nur vom Typusmaterial im südlichen Madagaskar bekannt.[3]
- Crossandra longipes S.Moore: Sie kommt im südlichen Madagaskar vor.[3]
- Crossandra longispica Benoist: Sie ist nur von zwei Fundorten im nördlichen Madagaskar bekannt.[3]
- Crossandra massaica Mildbr.
- Crossandra mucronata Lindau: Sie wurde in der Roten Liste der gefährdeten Pflanzenarten Südafrikas 2006 als „Least Concern“ bewertet. Sie kommt im westlichen Südlichen Afrika in Zimbabwe und Südafrika vor, dabei in Südafrika in den Provinzen Limpopo sowie Mpumalanga.[4]
- Crossandra multidentata Vollesen: Sie ist nur von wenigen Fundorten im nördlichen Madagaskar bekannt.[3]
- Crossandra nilotica Oliv.
- Crossandra nobilis Benoist: Sie ist nur von wenigen Fundorten im zentralen Madagaskar bekannt.[3]
- Crossandra obanensis Heine
- Crossandra pilosa (Benoist) Vollesen: Diese gefährdete Art ist nur von wenigen Fundorten im südlichen Madagaskar bekannt.[3]
- Crossandra pinguior S.Moore
- Crossandra poissonii Benoist: Diese gefährdete Art ist nur von wenigen Fundorten im südlichen Madagaskar bekannt.[3]
- Crossandra praecox Vollesen
- Crossandra primuloides Lindau
- Crossandra puberula Klotzsch
- Crossandra pungens Lindau
- Crossandra pyrophila Vollesen
- Crossandra quadridentata Benoist: Diese gefährdete Art ist nur von wenigen Fundorten im nördlichen Madagaskar bekannt.[3]
- Crossandra raripila Benoist: Sie ist nur vom Typusmaterial im nördlichen Madagaskar bekannt.[3]
- Crossandra rupestris Benoist: Sie ist nur von einem Fundort im nördlichen Madagaskar bekannt.[3]
- Crossandra spinescens Dunkley
- Crossandra spinosa Beck
- Crossandra stenandrium (Nees) Lindau: Sie kommt in Madagaskar vor.[3]
- Crossandra stenostachya (Lindau) C.B.Clarke
- Crossandra strobilifera (Lam.) Benoist: Sie kommt nur im westlichen Madagaskar vor.[3]
- Crossandra subacaulis C.B.Clarke
- Crossandra sulphurea G.Taylor
- Crossandra tridentata Lindau
- Crossandra tsingyensis Vollesen: Sie ist nur vom Typusmaterial im westlichen Madagaskar bekannt.[3]
- Crossandra vestita Benoist: Sie ist nur von wenigen Fundorten im nördlichen Madagaskar bekannt.[3]
- Crossandra zuluensis W.T.Vos & T.J.Edwards: Sie wurde in der Roten Liste der gefährdeten Pflanzenarten Südafrikas 2006 als „Least Concern“ bewertet. Sie kommt im westlichen Südlichen Afrika in Eswatini und Südafrika vor, dabei in Südafrika in den Provinzen KwaZulu-Natal, Limpopo sowie Mpumalanga.[4]